# Chevrolet Cruze
|  | Denne artikel omhandler den lille mellemklassebil fra 2009. For minibilen fra 2001, se Suzuki Ignis. |
Chevrolet Cruze er en personbilsmodel fra General Motors.
På Paris Motor Show i oktober 2008 blev Cruze præsenteret som efterfølger for bilmodellerne Chevrolet Nubira (Europa og Asien) og Chevrolet Cobalt (USA og Canada). I Sydkorea kom bilen på markedet i slutningen af oktober 2008 under navnet Daewoo Lacetti, og i Europa som Chevrolet Cruze i maj 2009.
I USA var introduktionen oprindeligt planlagt til april 2010, men blev på grund af konsolideringsproblemer udskudt til 2011. Versionerne til USA og Canada bygges i Lordstown, Ohio.
To år efter sedanudgavens introduktion blev der i oktober 2010 i Paris introduceret en femdørs combi coupé som serienær prototype, som kom til salg i Europa i august 2011. En stationcarudgave, Cruze Station Wagon, kom på markedet den 22. september 2012. Samtidig fik begge de hidtidige modeller et facelift.

## Design
Designet af Taewan Kim orienterer sig mod amerikanske modeller som f.eks. Chevrolet Malibu. Frontpartiet er kantet og råder over den for Chevrolet typiske, todelte kølergrill med stort mærkelogo. Siden er præget af en lyskant oven over dørhåndtagene og en tredje siderude, mens bagenden er præget af runde, todelte lygter og en kromliste. I kabinen bruges Twin Cockpit-princippet, hvor en bred midterkonsol fastlægger et område for fører og forsædepassager.

## Udstyr
Cruze findes i tre forskellige udstyrsvarianter, som er tvangskoblet til forskellige motorer. Basismodellen "LS" har ABS, elektronisk stabilitetsprogram med antispinregulering såvel som fører-, passager-, side- og gardinairbags foran. Derudover har den servostyring, elektronisk startspærre, cd-afspiller, el-ruder foran og højdejusterbart fører- og forreste passagersæde. Derudover findes LT-modellen samt den endnu højere udstyrsvariant LTZ. Alt efter modellen tilbydes et stemmestyret dvd-navigationssystem med 7,0" farvefladskærm og cd-afspillere med USB-tilslutning, fire eller seks højttalere samt parkeringssensorer og automatisk klimaanlæg.
- Bagfra
- Chevrolet Cruze combi coupé 
 (2011–2012)
- Interiør

## Teknik
Den knap 4,60 meter lange bil med plads til fem personer bygger på GMs Delta-platform, som også bruges til f.eks. Opel Astra J. Den af internationale ingeniører udviklede bil bygges over hele verden på flere forskellige GM-fabrikker.
Bilen findes i Europa med to benzin- og to dieselmotorer. 1,6-liters basisbenzinmotoren yder 91 kW (124 hk) og den større 1,8-litersmotor 104 kW (141 hk). De har begge variabel ventilstyring. Dieselmotoren på 2,0 liter findes i to forskellige udgaver med 92 kW (125 hk) og 110 kW (150 hk).
I starten af 2011 blev begge dieselmotorerne afløst af en nyere version af 2,0 commonrail-motoren med 120 kW (163 hk). Kraftoverførslen foregår gennem enten en femtrins manuel gearkasse eller et nyudviklet sekstrins automatgear. Den nye 2,0-dieselmotor har en sekstrins manuel gearkasse. Det sekstrins automatgear fortsatte uændret. I februar 2012 kom de første biler med 1,7-liters dieselmotor med 130 hk og start/stop-system ud til forhandlerne.
Samtidig med introduktionen af stationcarmodellen kom combi coupé-modellen med en 1,4-liters turbobenzinmotor, som ikke fås til sedanmodellen.
Motorer
| Model         | Slagvolume cm³ | Max. effekt kW (hk) / omdr. | Max. drejningsmoment Nm / omdr. | 0-100 km/t sek. | Topfart km/t | Byggeår          |
| ------------- | -------------- | --------------------------- | ------------------------------- | --------------- | ------------ | ---------------- |
| Benzinmotorer |                |                             |                                 |                 |              |                  |
| 1.4 Turbo     | 1364           | 103 (140) / 6000            | 200 / 1850 − 4900               | 9,5             | 200          | 7/2012 −         |
| 1.6           | 1598           | 83 (113) / 6400             | 153 / 4200                      | 12,5            | 185          | 5/2009 − 12/2010 |
| 1.6           | 1598           | 91 (124) / 6400             | 154 / 4200                      | 10,9            | 190          | 1/2011 −         |
| 1.8           | 1796           | 104 (141) / 6200            | 176 / 3800                      | 10,2            | 200          | 5/2009 −         |
| Dieselmotorer |                |                             |                                 |                 |              |                  |
| 1.7 Diesel    | 1686           | 96 (130) / 4000             | 300 / 2000                      | 9,8             | 200          | 3/2012 −         |
| 2.0 Diesel    | 1991           | 92 (125) / 4000             | 300 / 2000                      | 10,3            | 196          | 1/2010 − 12/2010 |
| 2.0 Diesel    | 1991           | 110 (150) / 4000            | 320 / 2000                      | 8,7             | 210          | 5/2009 − 12/2010 |
| 2.0 Diesel    | 1998           | 120 (163) / 3800            | 360 / 1750 − 2750               | 8,5             | 205          | 1/2011 −         |